# Richard de Bury

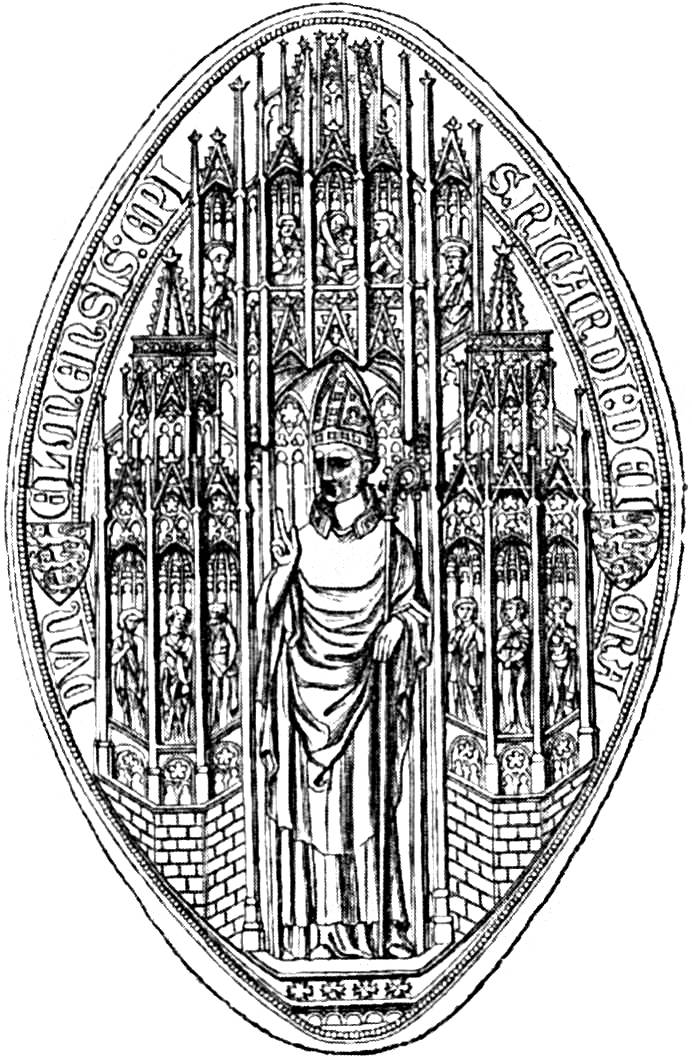
Richard de Bury

Richard de Bury (eig. Richard Aungerville, Bury St. Edmunds, Suffolk, Engeland, 24 januari 1287? - Durham, 14 april 1345) was een Engels schrijver, monnik, diplomaat, later bisschop van Durham en bovenal boekenliefhebber en -verzamelaar.
Hij studeerde aan de Universiteit van Oxford. Hij blonk uit in filosofie en theologie en werd mede daardoor tutor van de Prins van Wales, de latere koning Eduard III. Hij diende als gezant naar het pauselijk hof in ballingschap in Avignon in 1330 en 1333. Hier ontmoette hij Petrarca, die hem literair beïnvloedde. In 1333 werd hij benoemd tot bisschop van Durham.
Al van jongs af aan was hij gefascineerd door manuscripten en boeken en verzamelde er vele. Hij was van plan een bibliotheek te stichten aan Durham College in Oxford en daar zijn gehele verzameling van ongeveer 15.000 werken aan te schenken. De collectie is echter kort na zijn dood verspreid geraakt en verloren gegaan.
Richard de Bury was de schrijver van Philobiblon (De liefde voor boeken) waarin hij uitgebreid ingaat op het belang van kennisverwerving door middel van boeken. Hij schrijft over het verzamelen en conserveren van boeken, over de prijzen, over het uitlenen en verzorgen van boeken, zijn zoektochten ernaar en bestudering ervan.